# БТ-6
БТ-6 — радянський експериментальний колісно-гусеничний танк. За класифікацією належав до легких танків.

## Історія
Спроєктовано в середині 1932 року конструкторським бюро під керівництвом О. О. Фірсова, який працював у той час у Харкові. Основою для танка став БТ-3, у якого була клепано-зварна конструкція корпусу та листів броні. Для танка були спеціально до консолей крил жорсткості приварені буксирні гаки, а для захисту механіка-водія від куль, осколків та бризок свинцю — спроєктований спеціальний новий щиток із запірним замком. Щоб заощадити на виробництві, зварку замінили клепкою (при з'єднанні дрібних деталей).

## Конструкція
Озброєння та башту повністю запозичили від БТ-5. Ходова частина була трохи змінена.

## Підсумок
Збірка почалася восени 1932 року, проте через декілька тижнів було отримано розпорядження закрити проєкт та сконцентруватися на поліпшенні серійних БТ-5.